# Тінос (місто)
Тінос (грец. Τήνος) — місто на острові Тінос (Кіклади, Греція). З 2011 після реформи місцевого самоврядування є частиною муніципалітету Тінос.. Він розділяє острів Тінос на муніципалітети Ексомвурго і Панормос. Тінос найбільше місто на острові. Головною спорудою є невелика церква Мегалохари, яка була першою церквою збудованою після закінчення війни за незалежність.
Населення міста за переписом 2011 року — 5 744 особи.
| Рік  | Населення міста | Населення муніципалітету |
| ---- | --------------- | ------------------------ |
| 1981 | 4 049           | 4 499                    |
| 1991 | 3 754           | -                        |
| 2001 | 4 394           | 5 203                    |
| 2011 | 4 762           | 5 744                    |